# Geologie des Transhimalayas
Der Transhimalaya, auch Gangdisê-Nyainqêntanglha-Gebirge genannt, kann aufgrund seiner tektonischen Entwicklung als erweiterter und nördlichster Teil des Himalayas angesehen werden. Seine Tektonik resultiert aus der Subduktion der neotethyschen Platte unter die laurasischen Platte und die Kollision mit dem indischen Kontinentalblock.
Geologisch repräsentiert der Transhimalaya einen magmatischen Kontinentalbogen vom Andentyp zwischen dem südlichen Rand der tibetischen Hochebene und der südlich angrenzenden Indus-Yarlung suture zone. Das Gesteinsspektrum besteht aus verschiedenartigen Granitoiden, Magmatiten, Vulkaniten und Sedimenten. Es entstand zwischen der unteren Kreide um 113 mya und dem mittleren Eozän um 40 mya.

## Lage und Erstreckung

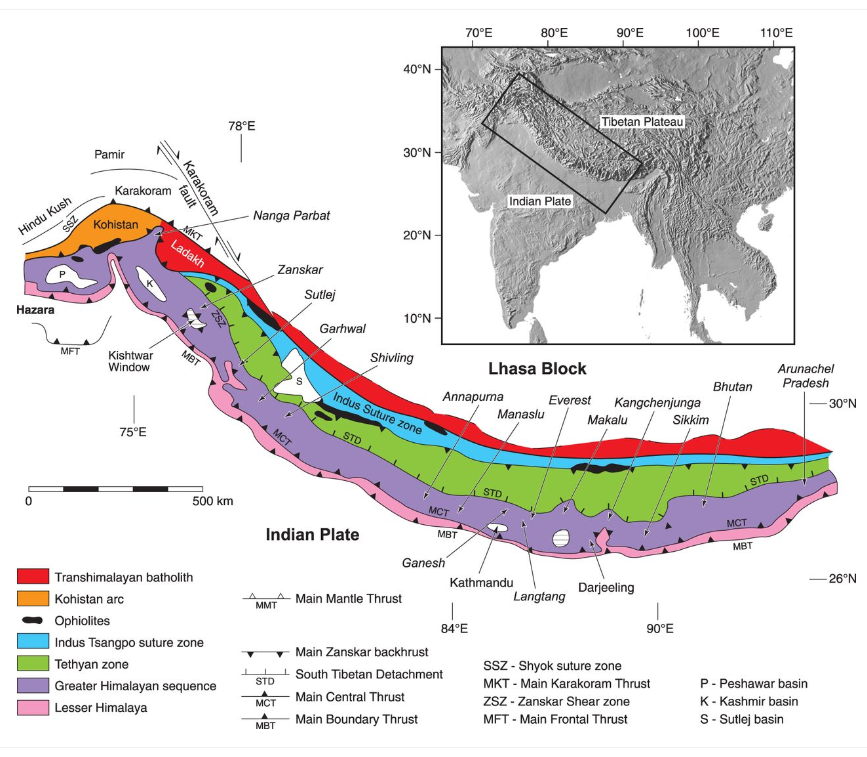
Geologische Karte des Himalayas
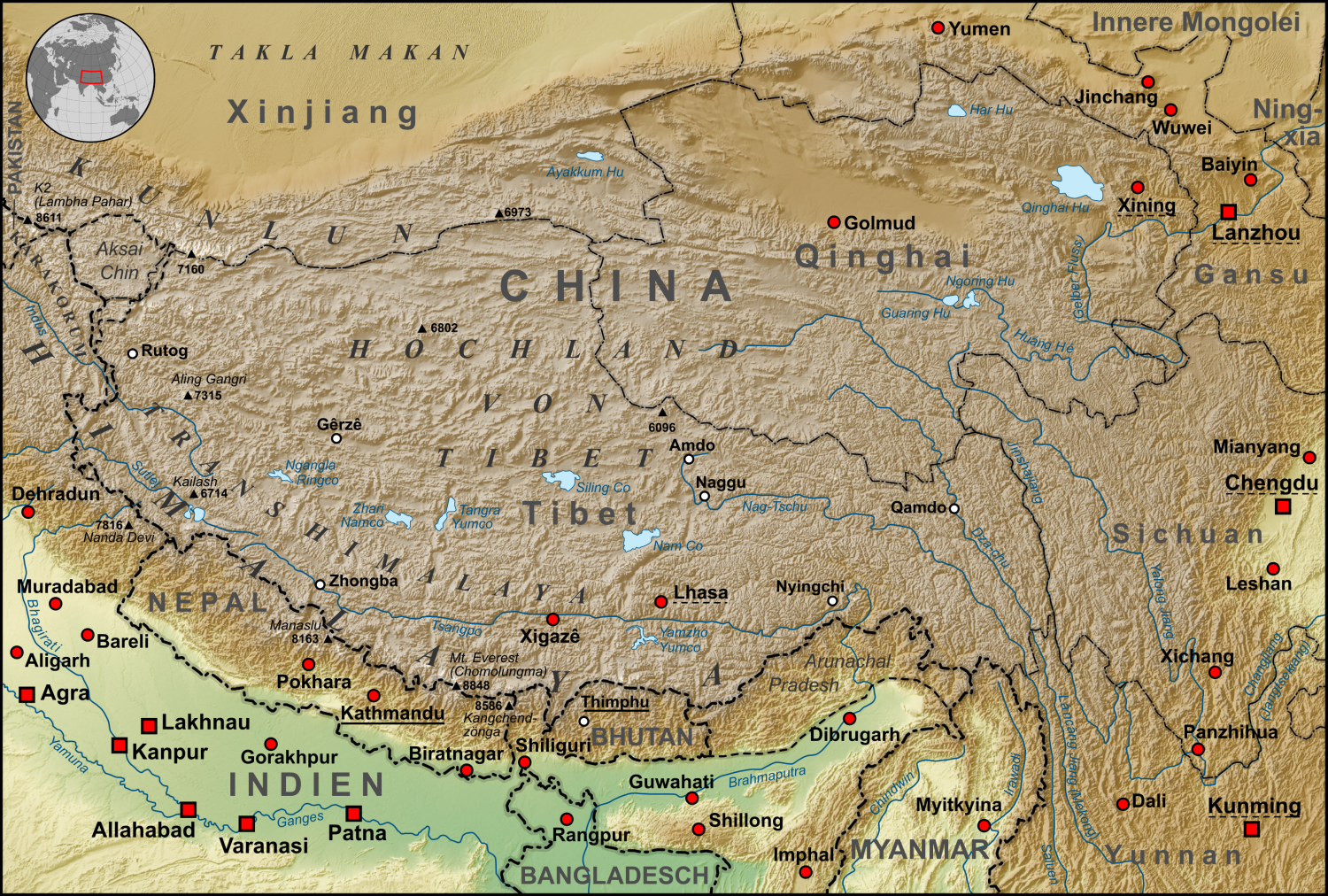
Karte des tibetischen Hochlandes
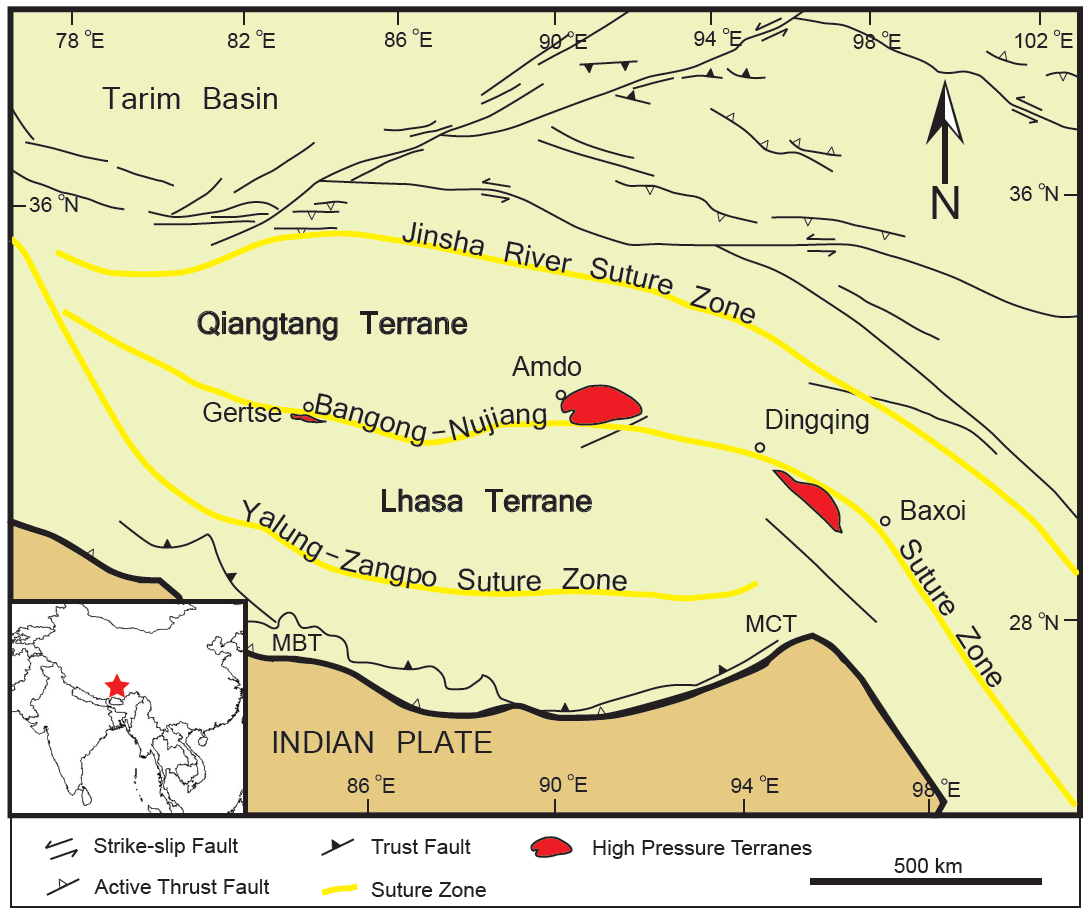
Tibetisches Hochland mit einigen Terranen und der Indus-Yarlung suture zone

Der Transhimalaya erstreckt sich über 2000 km Länge mit einer Nord-/Süd-Breite von 80 km im südlichen Tibet vom östlichen Kohistanbatholith, wo es an die Ladakh Range am südöstlichen Karakorum anschließt, bis zum Namjagbarwa (Namcha Barwa) im tibetischen Regierungsbezirk Nyingchi. 
Der Gebirgszug bildet ein durchschnittlich 6000 bis 5800 m hohes Randgebirge am südlichen Rand der tibetischen Hochebene, der vom Lhasa-Terran, gebildet wird. Im Süden wird er von den großen Flusstälern Indus/Satluj und des Yarlung Tsangpo, dem Oberlauf des Brahmaputras, vom Himalaya getrennt. Der Indus und der Yarlung Tsangpo bilden die Geosutur, die heute beide annähernd auf der Kollisionsfront der beiden tektonischen Platten fließen (siehe auch Geologie der Indus-Yarlung suture zone). Sie verläuft über etwa 2600 km in einer ungefähren von Ost-West-Richtung quasiparallel zum Transhimalaya und entstand während der nordwärts gerichteten Subduktion der neothysichen Ozeanplatte unter das tibetische Lhasa-Terran.

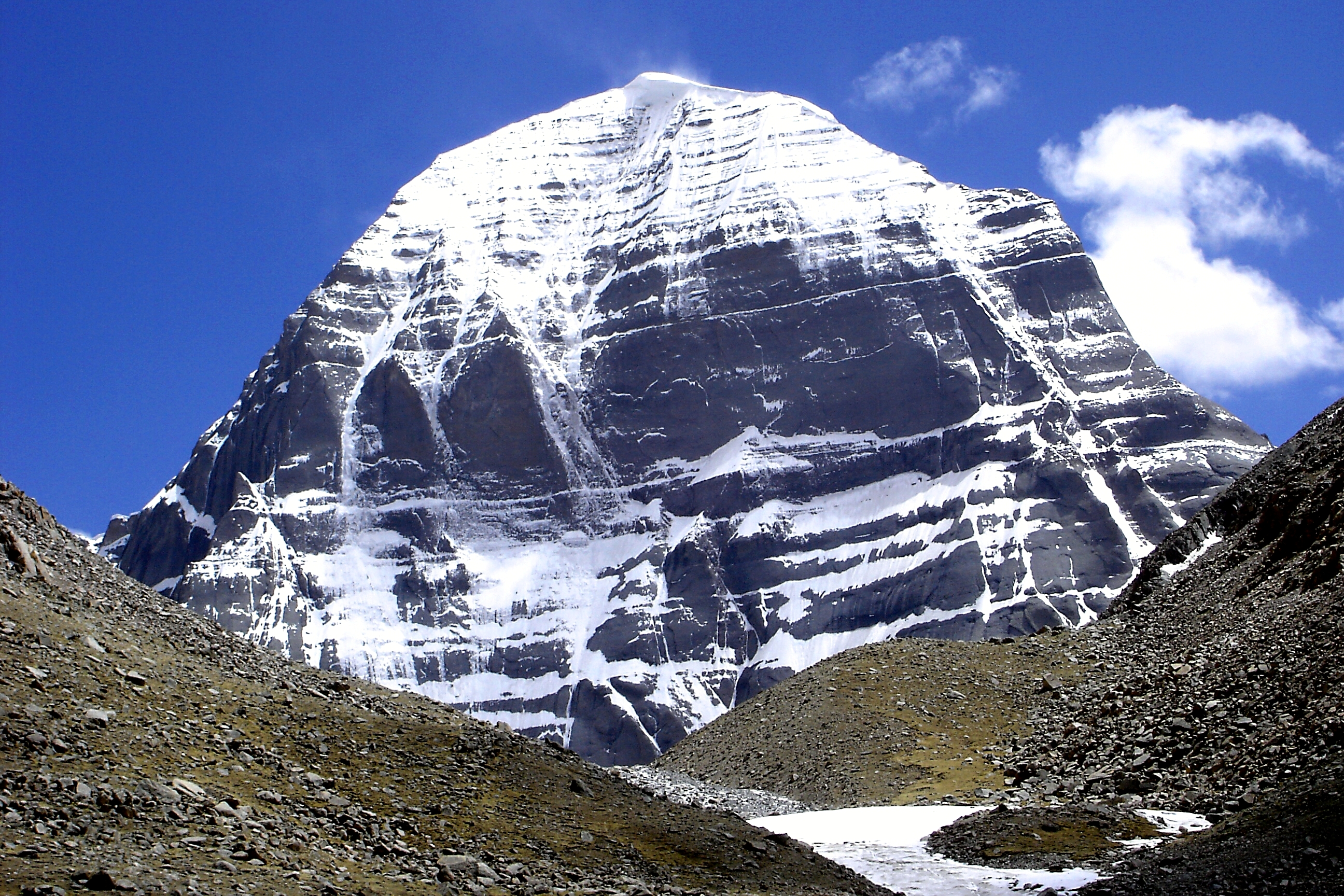
Nordseite des Kailash
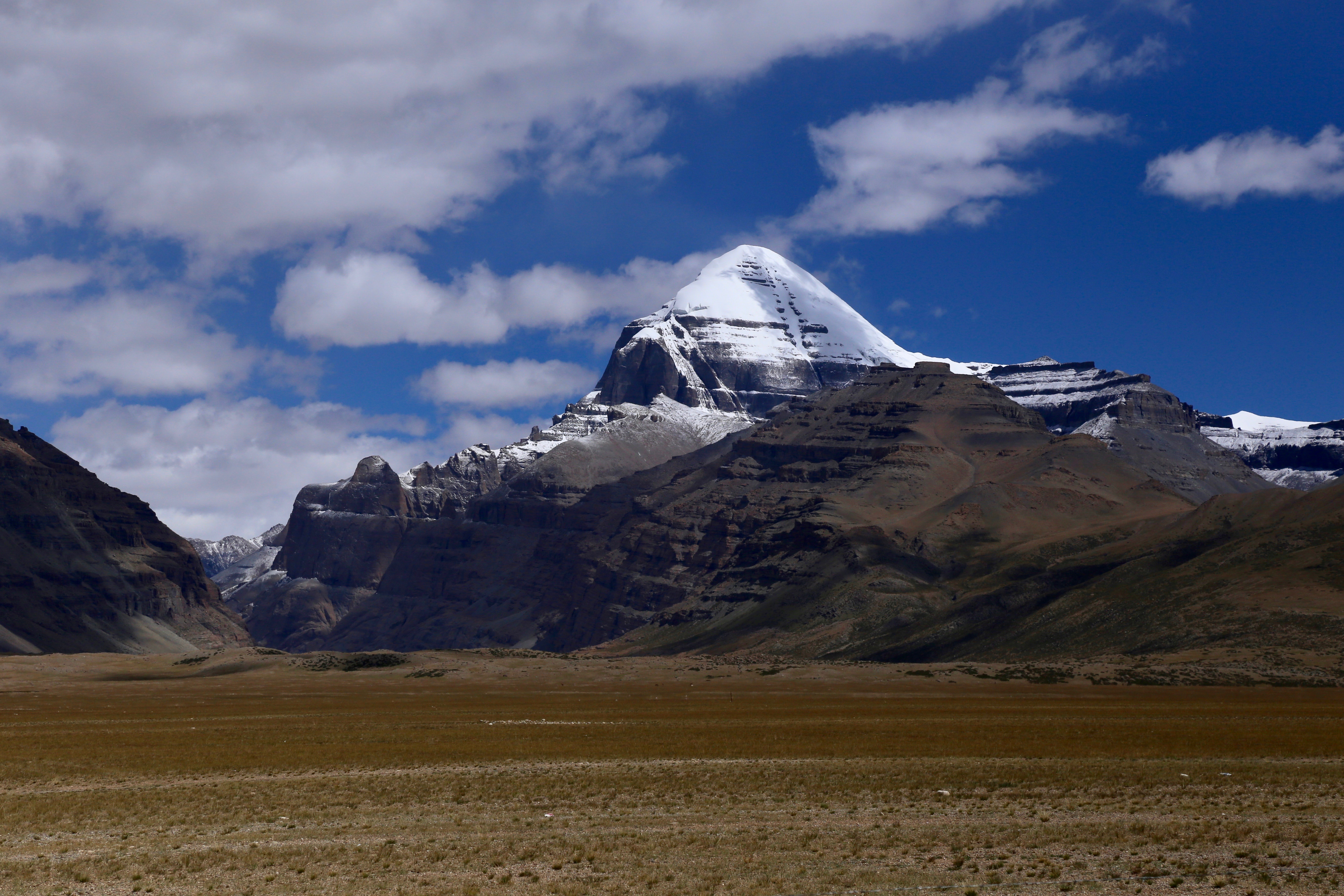
Südseite des Kailash
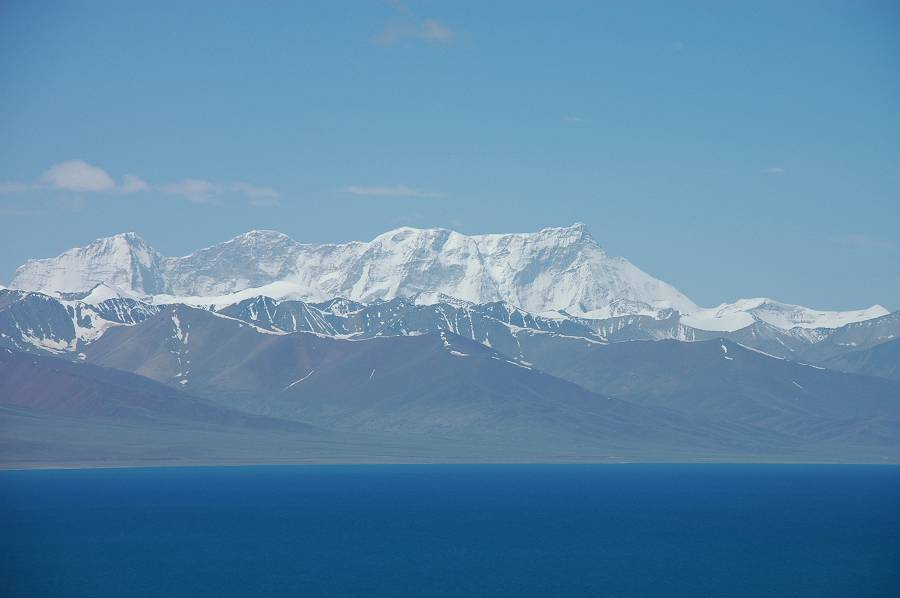
Bergkette der Nyainqêntanglha Mountains
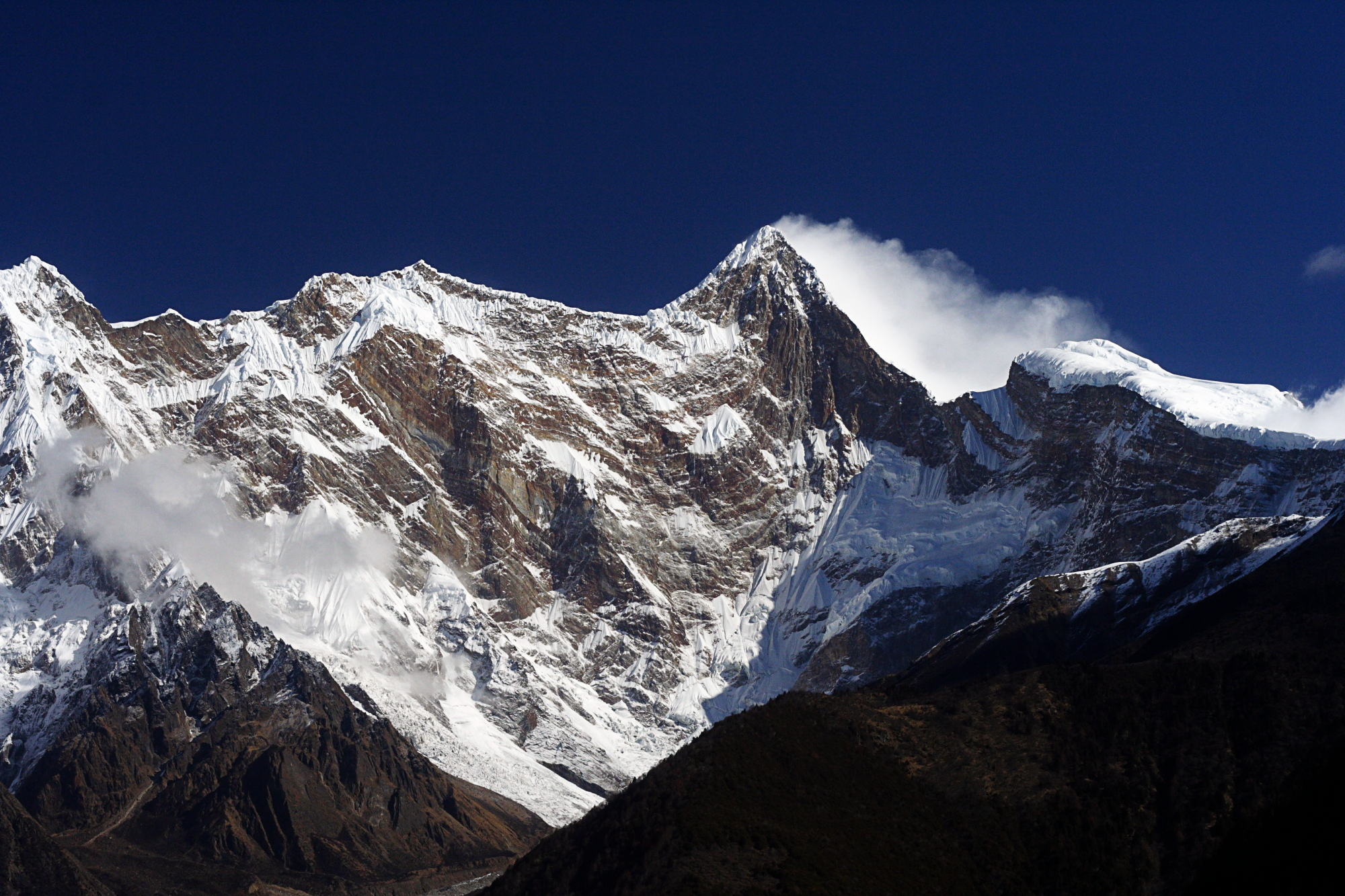
Westansicht vom Namjagbarwa

Geologisch ist der Transhimalaya in den westlichen Gangdisê- und den östlich anschließenden Nyainqêntanglha-Gebirgszug gegliedert. Der bekannteste und markanteste Gipfel im Gangdisê ist der für mehrere Religionen heilige Berg Kailash mit 6714 m. Im Nyainqêntanglha bildet zwischen Lhasa und dem Salzsee Nam Co der gleichnamige Nyainqêntanglha-Berg mit 7162 m die höchste Erhebung.

## Tektonische Entwicklung

Karte von Ladakh mit der Ladakh Range
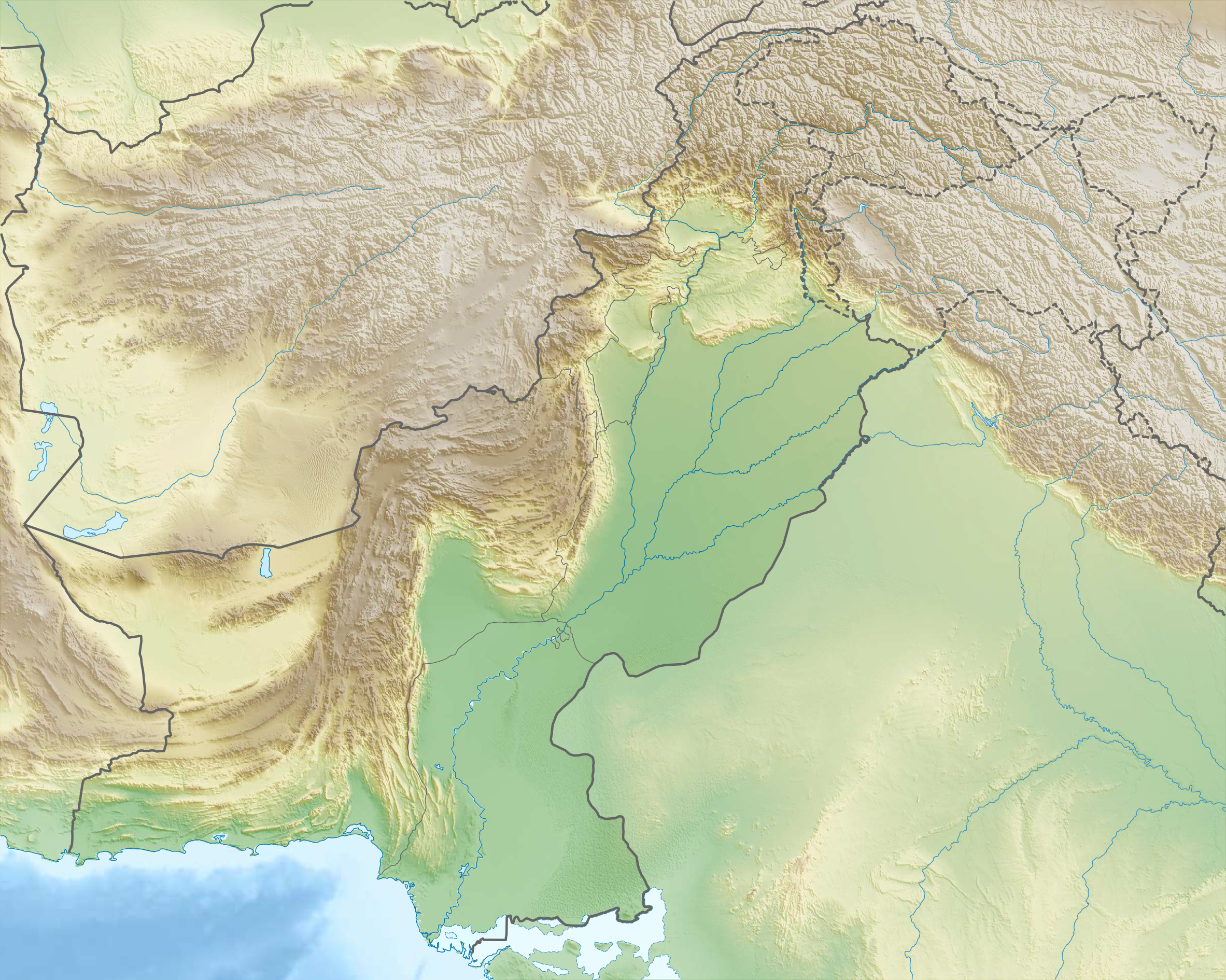
Physische Positionskarte von Pakistan mit dem Karakorum oben rechtsmittig
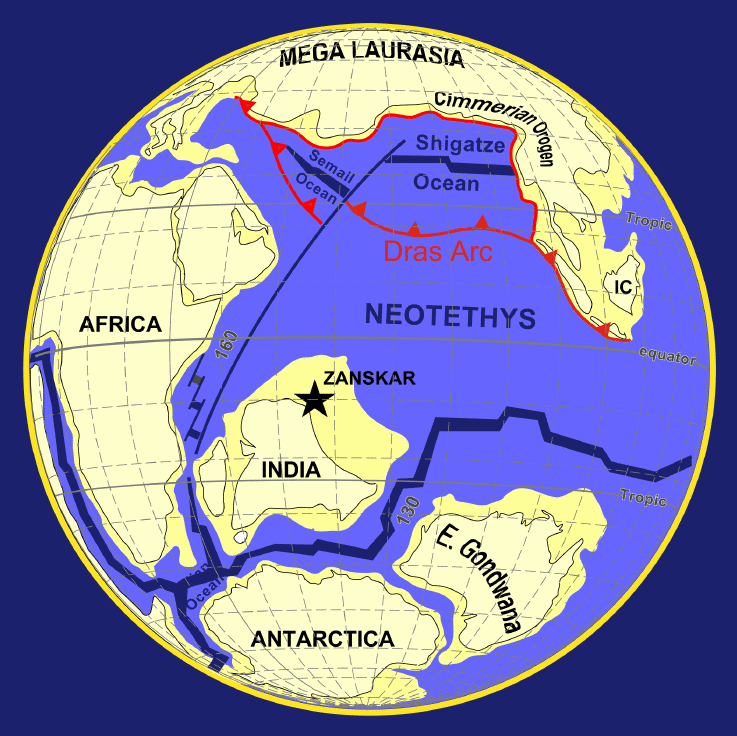
Plattentektonische Situation um 100 mya mit der Neothethys und dem Shyok-Dras-Vulkanbogen

Als die tethysische Platte unter die laurasische Platte subduzierte, entstand in der Tethys ein intra-ozeanischer Inselbogen, der Shyok-Dras-Vulkanbogen genannt wird. Dieser entwickelte sich zum heutigen Ladakh-Gebirgszug (Ladakh Range) weiter. Unter diesen subduzierte zunächst der tethysische Ozeanboden. Zwischen diesem Bogen und dem südlichen Rand Laurasiens lagerte sich die mächtige paläozoische bis mesozoische Karakorum-Sedimentsequenz im Bereich des Kohistan-Ladakh-Blocks ab. Der Kohistan war Inselbogen-Terran, das zwischen 134 und 90 mya entstand. In der weiteren tektonischen Entwicklung bildete sich der heutige Karakorum. Die Tethys schloss sich zwischen dem Shyok-Dras-Vulkanbogen und Laurasia, wodurch die Shyok Suture Zone entstand. Die fortschreitende Subduktion der Tethys führte zur Kollision des indischen Kontinentalblocks entlang der laurasischen Platte. Der indische Kontinentalblock hatte sich von Gondwana gelöst und driftete seit etwa 90 mya gegen den Uhrzeigersinn nach Nordosten in Richtung der laurasischen Platte. Die Kollision erzeugte die Indus Tsangpo Suture Zone, wodurch der tektonische Kontakt zwischen den beiden Platten markiert wird. Diese Prozesse datieren von der mittleren Kreide bis zum unteren Eozän.(Siehe auch  →  Tektonische Entwicklung des indischen Subkontinents).

## Regionale Geologie
Der Transhimalaya repräsentiert einen magmatischen Kontinentalbogen vom Andentyp am südlichen aktiven Rand des tibetischen Lhasa-Terrans und dem nördlichen Kontinentalrand des Indischen Subkontinents mit dem später gebildeten Tethys-Himalaya. Magmatische Strukturen bilden schuppenartig angeordnete Plutone, die den kalkalkalischen Batholith bilden. Dieser Batholith kann in zwei orogene Gürtel unterteilt werden, die aus unterschiedlichen Magamquellen entstanden. Verschiedene Datierungsmethoden deuten darauf hin, dass sich die älteren Teile dieses Gebirges in der unteren Kreide von 113 bis 82 mya gebildet haben, während die jüngeren im Eozän zwischen 60 und 40 mya entstanden sind.
Der ältere Gürtel befindet sich in nördlichen Bereichen und besteh im Wesentlichen aus kreidezeitlichen Granitoiden vom S-Typ. Zirkone weisen auf das Wiederaufschmelzen einer älteren Kruste hin, die aus karbonisch/permischen bis spätjurassisch/frühkreidezeitliche Karbonaten und vulkanoklastische Gesteine bestanden.
In südlichen Bereichen dominieren die jüngeren Granitoide. Sie stammen aus der späten Kreide bis zum Oligozän und sind meistens vom granitischen I-Typ. Zirkone weisen auf eine juvenile Quelle hin, die auf das teilweise Aufschmelzen einer basaltischen ozeanischen Kruste mit geringen Sedimentanteilen zurückzuführen ist und wahrscheinlich der Tethys-Platte entstammten. Die daraus resultierten Gesteine sind überwiegend Gabbros und Granodiorite. Die Sedimente in diesem Bereich datieren hauptsächlich aus der Jura-Kreidezeit und werden von Vulkaniten gleichen Alters (70–43 mya) überlagert. Der Vulkanismus wanderte offenbar mit der Zeit nach Süden.
Die verschiedenen Intrusionen erzeugten in den betroffenen Gesteinen Metamorphosen, die heterogen verteilt sind. Der regionale Grad ist in der Regel sehr niedrig, reicht aber auch von Grünschiefer-Fazies bis Granulit-Fazies.